# Beat Jans
Beat Jans (Basilea, 12 de julio de 1964) es un científico ambiental y político suizo que actualmente se desempeña como miembro del Consejo Federal y jefe del Departamento Federal de Justicia y Policía desde 2024. Previamente integró el Consejo Ejecutivo de Basilea-Ciudad y anteriormente sirvió en el Consejo Nacional de 2010 a 2020 para el Partido Socialista de Suiza (SP). En septiembre de 2023 anunció su candidatura al Consejo Federal para suceder a Alain Berset.   El 13 de diciembre de 2023 fue elegido como consejero federal para suceder a Berset. Su mandato comenzó el 1 de enero de 2024.

## Temprana edad y educación
Beat Jans nació el 12 de julio de 1964 en Basilea, Suiza, hijo de Anton Jans, un obrero metalúrgico, y Maria Jans (de soltera Ober). Se crio en una familia obrera que vivía en Riehen. Su madre emigró de Alemania a Suiza después de la Segunda Guerra Mundial.
Jans completó su aprendizaje como agricultor en 1985 y continuó sus estudios en la Escuela Técnica Superior de Agricultura Tropical, donde se graduó como técnico agrícola en 1987. Se licenció en Ciencias Ambientales en la Escuela Politécnica Federal (ETH) en Zúrich en 1994.

## Carrera profesional
Beat Jans estuvo involucrado en los proyectos de desarrollo de la Helvetas en Paraguay y Haití entre 1987 y 1989y fue miembro del directorio de Pro Natura entre 2000 y 2010,cuando renunció para asumir el cargo como miembro del Consejo Nacional de Suiza.  Entre 2010 y 2015 fue miembro del consejo directivo de la ecos AG.

## Carrera política
Beat Jans se unió al SP en 1998 y se convirtió en miembro del Gran Consejo de Basilea-Ciudad en 2001.En el Gran Consejo fue miembro de la Comisión de Economía e Impuestos.Siguió siendo miembro del Gran Consejo después de unirse al Consejo Nacional de Suiza en 2010 sucediendo a Ruedi Rechsteinery no dimitió hasta 2011.Fue reelegido miembro del Consejo Nacional en las elecciones federales de 2011, 2015 y 2019. En el Consejo Nacional también fue miembro de la Comisión de Economía e Impuestos.Cuando quedó claro que Anita Fetz no se presentaría a un nuevo mandato en el Consejo de Estados de Basilea-Ciudad, se presentó como candidato, pero luego se retiró para permitir una candidata para el SP. Volvió a ser candidato al Consejo Nacional y mientras Eva Herzog apuntaba al Consejo de los Estados. Ambas candidaturas tuvieron éxito en las elecciones federales de octubre de 2019.
Fue elegido vicepresidente del Partido Socialista suizo en 2015, sucediendo a Jacqueline Fehr,  pero dimitió en 2015 cuando el partido abolió los cargos de presidente y vicepresidente e instituyó una presidencia colegiada de Mattea Meyer y Cédric Wermuth.
Fue elegido miembro del consejo ejecutivo de Basilea-Ciudad el 25 de octubre de 2020 y su presidente en noviembre de 2020.Sarah Wyss, política del mismo partido suyo, lo sucedió después de que él renunciara como miembro del consejo nacional en diciembre de 2020. 
Durante las elecciones federales suizas de 2023, se convirtió en un candidato oficial para suceder a Alain Berset del Partido Socialdemócrata en el Consejo Federal. Las elecciones al Consejo se celebraron el 13 de diciembre de 2023 y Jans fue el candidato oficial del partido junto con su compañero político Jon Pult. Se requirieron tres rondas de votación para determinar el sucesor. Durante la segunda ronda de votación, Jans estaba con 112 votos claramente por delante de sus contrincantes, incluyendo el candidato no oficial Daniel Jositsch que recibió 70 votos (presumiblemente del Partido Popular Suizo y los Liberales). Finalmente fue elegido para el Consejo Federal durante la tercera ronda de votación. Jans asumió el cargo en enero de 2024.

## Vida personal
El 11 de junio de 2004, Beat Jans se casó con Tracy Renée Glass, nacida en Estados Unidos. Tienen dos hijas; Mía y Zoé Jans,  quienes poseen doble ciudadanía suizo-estadounidense. 